# Pohádka o caru Saltánovi (opera)
Pohádka o caru Saltánovi je operou o 4 dějstvích s prologem Nikolaje Rimského-Korsakova. Vznikla na námět Alexandra Sergejeviče Puškina a jeho Pohádky o caru Saltánovi, o jeho synu, slavném a mohutném bohatýru Vítu Saltánoviči a o čarokrásné carevně Labuti (1831). Libreto zpracoval ruský básník Vladimír Bělskij. Na jaře 1899 se skladatel pustil do hudby, premiéra byla 21. října (2. listopadu) 1900 na scéně moskevské soukromé opery – Tovaryšstva Solodovnikovského divadla.

## Charakteristika díla
Skladatel v opeře zcela vynechal předehru a na její místo zařadil scénický prolog. Opera tak začíná písní tří sester u kolovrátku. Každé dějství opery naproti tomu zahajuje větší orchestrální úvod. Zajímavostí je, že zmíněný prolog, ale i každé další jednání nebo nový obraz začíná stejnou fanfárou trubek. Dle skladatelova záměru měl tento hudební útvar svolat diváky k poslechu a pozorování děje.
Do opery je zařazeno i několik písní, které vychází z lidové tvorby a říkanek. Setkat se můžeme též s řadou příznačných motivů. Příkladem může být 3. jednání, kdy námořníci ve svém vyprávění caru Saltanovi popisují, co zajímavého na cestě viděli. Daný hudební motiv je pak užit též v úvodu k poslednímu obrazu opery.
V opeře zazní též intermezzo Let čmeláka, které patří k populárním romantickým orchestrálním kusům. Úvodní motiv skladby o 113 taktech zahrají flétny a housle, poté melodii převezmou klarinety, lesní rohy a další dechové nástroje až k hlasitému tutti po němž dynamika opět klesá.

## Z inscenační historie v českých zemích
Opera byla poprvé uvedena pražským Národním divadlem 18. června 1935. Inscenační tým tehdy tvořili Rusové – režisér Nikolaj Nikolajevič Jevrejnov, scénický výtvarník Ivan Jakovlevič Bilibin, choreografkou představení byla Jelizaveta Nikolská, tehdy primabalerína Národního divadla.

## Postavy opery

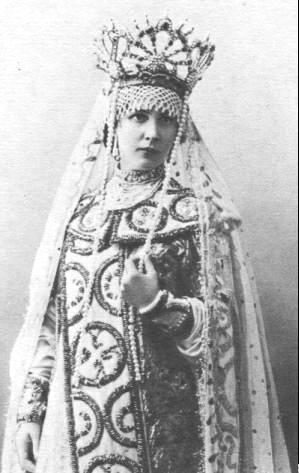
Militrisa, nejmladší sestra, jedna z postav opery

Car Saltan (bas), Militrisa, nejmladší sestra (soprán), Tkadlice, prostřední sestra (alt), Kuchařice, nejstarší sestra (soprán), starosvatka Babaricha (alt), carevič Kvidon (tenor), carevna – Labuť (soprán), Stařeček (tenor), Skomoroch (bas), Posel (baryton), tři námořníci (tenor, baryton, bas), Sbor a malé role: hlasy čaroděje a duchů, bojaři a bojarky, dvořané, chůvy, písaři, stráže, hvězdopravci, zpěváci, sluhové a služky, tanečníci a tanečnice, lid. Třiatřicet mořských rytířů s Černomorem. veverka, čmelák.